# Refugi de Comapedrosa
De Refugi de Comapedrosa is een bemande berghut in de Andorrese parochie La Massana. De hut ligt ten westen van het dorp Arinsal op een hoogte van 2267 meter langs het GR11-wandelpad richting 's lands hoogste berg, de Pic de Comapedrosa. De Refugi de Comapedrosa is eigendom van de Andorrese overheid.
Net ten zuiden van de berghut ligt het meertje Estany de les Truites. Boven dit meertje en de Refugi torent de Pic dels Aspres uit.

Refugi de Comapedrosa · Refugi de les Fonts · Refugi del Pla de l'Estany · Refugi dels Cortals de Sispony · Refugi d'Estanys Forcats